# Renault Colorale
Der Renault Colorale (Werkbezeichnung: 14CV) war ein Mittelklassefahrzeug bzw. Großraumkombi mit bis zu sechs Sitzen, der von 1950 bis 1957 von dem Automobilhersteller Renault gebaut wurde. Ab 1951 war das Fahrzeug auch mit Allradantrieb zu haben und wurde 43.000 Mal gebaut.

## Geschichte
Der 4CV war nach dem Zweiten Weltkrieg das Auto für das Volk, er sollte das Nachkriegs-Frankreich wieder „zum Rollen“ bringen. Der Juvaquatre (später Dauphinoise) war vor allem als Kombi „300 kg“ das Auto für Handwerk und Handel. Somit war Renault sehr gut aufgestellt. Aber was fehlte, war ein „Arbeitstier“. So lancierte Renault das Modell Colorale. Der Name ist ein Kunstwort, zusammengesetzt aus den Wörtern Coloniale und Rurale, und sollte schon im Namen den Einsatzzweck suggerieren.
Der Colorale war die erste Nachkriegsentwicklung von Renault, die in Serie ging (14CV und Juvaquatre waren Kriegs- bzw. Vorkriegsentwicklungen) und der eine ganz bestimmte Klientel ansprach: Die Baubranche, Kommunen und Land- und Forstwirte. Der 4CV war das Fahrzeug, das die Franzosen wieder „mobil“ machte, der Juvaquatre, besonders als Kombi „300kg“, war das Auto für Handwerk und Handel. Der Colorale sollte für den harten Alltagseinsatz herhalten. Es gab verschiedene Versionen; er wurde als Abschleppwagen und Kombi produziert, genauso als Modell „Savanne“ ohne Seitenscheiben, dafür mit Rollos.

Der Motor stammte vom Vorgänger Primaquatre und war eine Vorkriegsentwicklung. Es handelte sich um einen Vierzylinder-Seitenventiler mit 2,4 Litern Hubraum und 46 kW/62 PS. Höchstgeschwindigkeit 100 km/h. Der Motor der Primaquatre wurde auch im Renault Goélette Kastenwagen verwendet. Seit 1953 war die Colorale auch mit dem 2,0-Liter-Motor der Renault Frégate erhältlich.

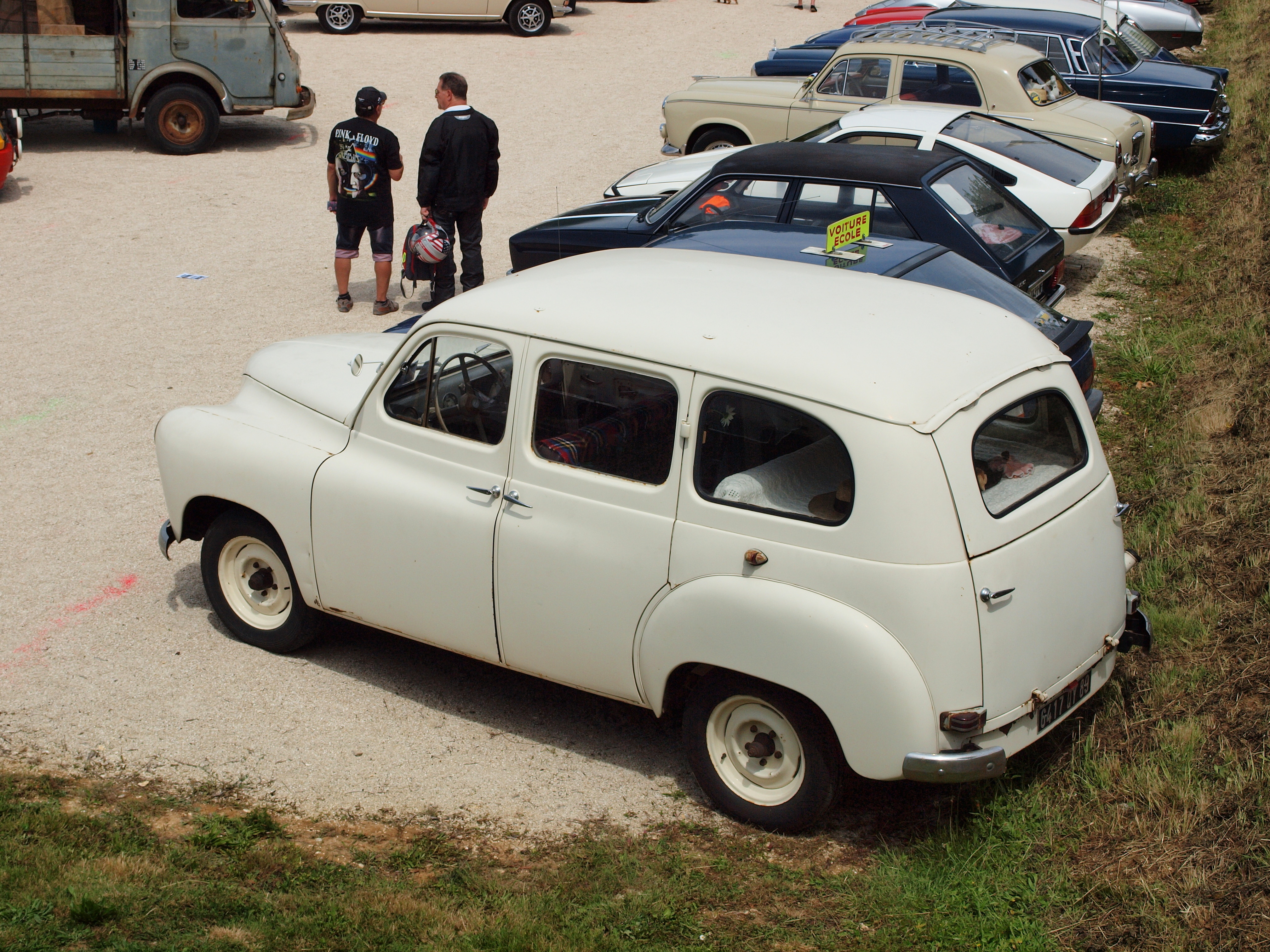
Heckansicht Kombi
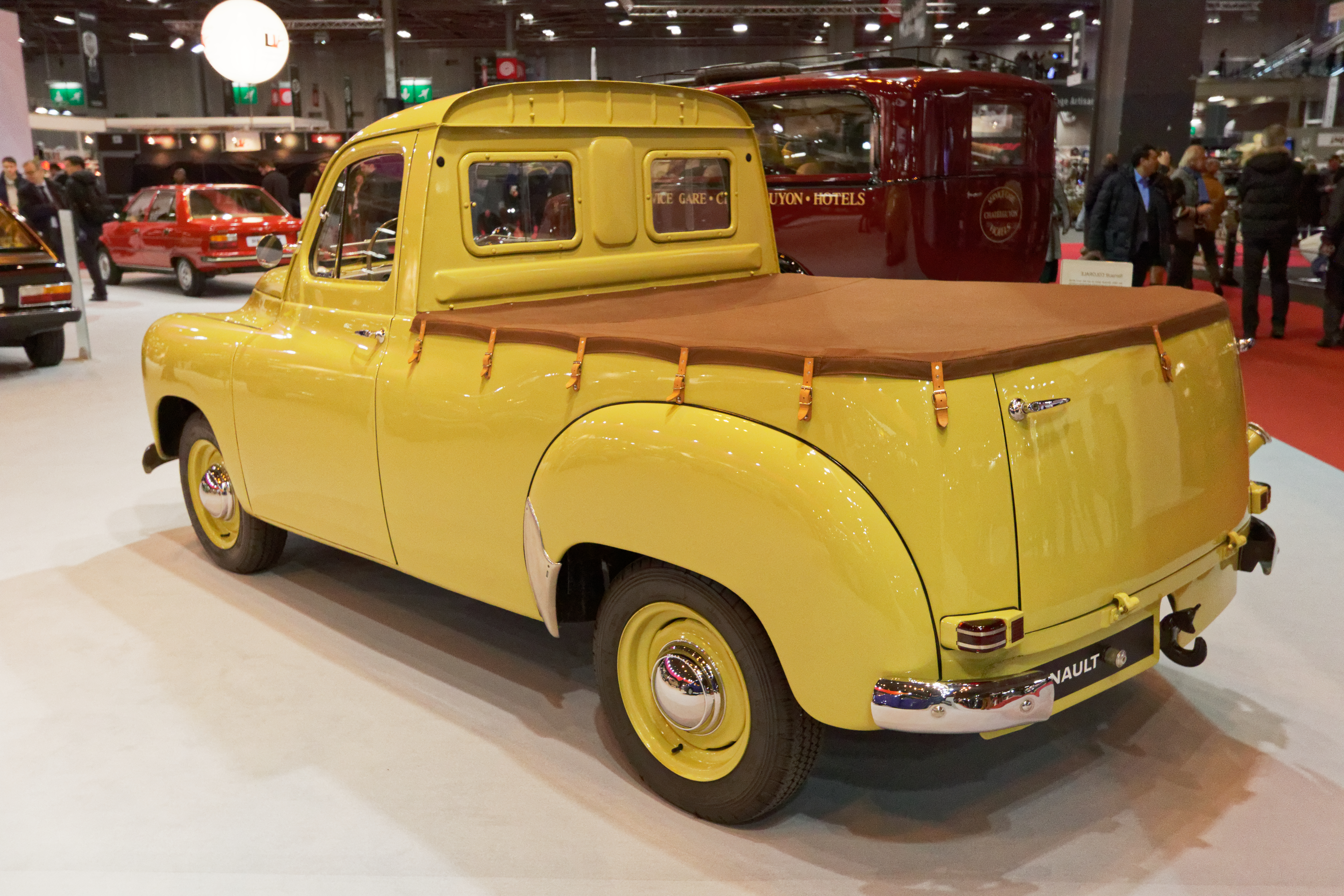
Heckansicht Pick-up